# Creolestes rufescens
Creolestes rufescens là một loài ruồi trong họ Asilidae. Creolestes rufescens được Philippi miêu tả năm 1865.